# Selaganggeng
Selaganggeng is een bestuurslaag in het regentschap Purbalingga van de provincie Midden-Java, Indonesië. Selaganggeng telt 3455 inwoners (volkstelling 2010).